# Burgos (Isabela)
Burgos  (Bayan ng Burgos) es un municipio filipino de cuarta categoría perteneciente a  la provincia de La Isabela en la Región Administrativa de Valle del Cagayán, también denominada Región II.

## Geografía
Tiene una extensión superficial de 73.10 km² y según el censo del 2007, contaba con una población de 21.898 habitantes y 4.124 hogares; 22.521 habitantes el día primero de mayo de 2010
La cabecera del municipio es la localidad de Caliguián que cuenta con una población de 
6.093 habitantes (2010).

### Barangayes
Burgos se divide administrativamente en 14 barangayes o barrios, 11 de  carácter rural y tres de carácter urbano.
| - Bacnor del Este - Bacnor del Oeste - Caliguián (población) - Catabban | - Cullalabo del Norte - Cullalabo del Sur - Dalig - Malasin - Masigun del Este | - Raniag - San Antonino - San Bonifacio - San Miguel - San Roque |

## Historia
José Apolonio Burgos, Fiscal Eclesiástico Canónigo magistral Interino de la Catedral y maestro de Ceremonias de la Universidad de Santo Tomas de Manila.